# 中國信託產物保險
中國信託產物保險股份有限公司，簡稱中國信託產險，為中信金控旗下的全資子公司。
2006年7月21日，由台灣人壽全資成立子公司台壽保產物保險股份有限公司。2015年8月27日台灣人壽及台壽保產險獲得金融監督管理委員會核准，加入中信金控，於2015年10 月15日與母公司台灣人壽正式成為中信金控集團成員之一。2021年1月1日「台壽保產物保險股份有限公司」更名為「中國信託產物保險股份有限公司」